# Александр (сатрап)
Александр (грец. Αλέξανδρος;помер в 220 до н. е.) — брат узурпатора Молона, сатрап Персії.

## Біографія
Коли в 223 до н. е. на престол держави Селевкідів зійшов Антіох III, Александр став сатрапом Персії, а його брат — Мідії. Тоді цареві було 15 років, і вся влада перебувала в руках сановника Гермія. Знаючи ситуацію при дворі, брати підняли повстання. До 220 до н. е. під їх владою перебували всі землі на схід від Тигру. Брати вдало воювали проти селевкідських полководців Ксенойта та Зевксіса. Але ситуація змінилася після того, як Антіох очолив війська. В генеральній битві частина армії Молона перейшла на бік Селевкида. Бунтівник покінчив із собою, а його труп розіп'яли на хресті. Перебуваючи у Персії Александр, дізнавшись про долю брата, наказав убити свою матір і дітей Молона, після чого повторив вчинок брата.